# Rutas nacionales de Chile

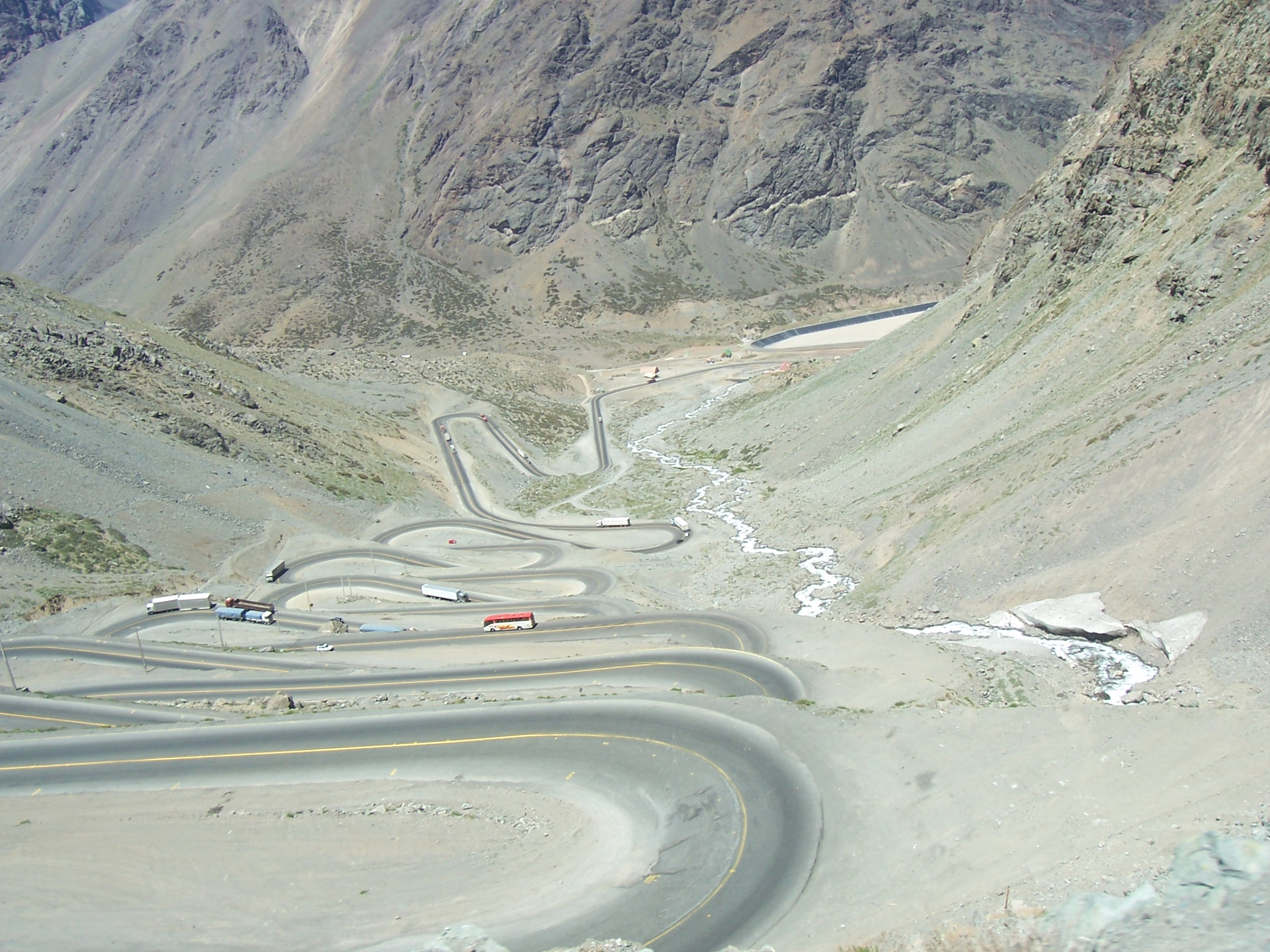
Ruta 60-CH, un ejemplo de ruta nacional

Carreteras duplas (doble calzada) de Chile, 2024, en rojo.

Las Rutas Nacionales de Chile están formadas por el conjunto de carreteras que presentan como función principal la integración del territorio nacional. Dentro de este grupo se encuentran las rutas longitudinales, que cumplen la función de dar continuidad al país, unificando las regiones por una misma vía. 
También se comprende en este grupo a aquellos caminos que unen los longitudinales (Ruta 5, Ruta 7 y Ruta 9) con las capitales provinciales, y aquellos caminos que sean declarados Nacionales por el Presidente de la República, según la legislación vial de Chile.  
Los Caminos Internacionales también pertenecen a esta clasificación, considerándose así aquellos que presenten como función principal la integración del territorio a nivel internacional. Serán declarados como tales por el presidente de la República, según establece el artículo 25 de la Ley de Caminos.
Tanto un Camino Nacional como uno Regional podrá ser declarado "camino o ruta de belleza escénica", de acuerdo a criterios de alto valor paisajístico o turístico, que requieran tratamiento diferenciado de diseño, mantención, operación o señalización. 
Un claro ejemplo de Ruta Nacional es la Ruta 5 o Panamericana, que es la principal vía de comunicación terrestre de Chile, recorriendo desde la frontera con Perú en Arica, por el norte, hasta el archipiélago de Chiloé, por el sur, integrando a los habitantes chilenos en sentido longitudinal. También destaca la carretera Austral, que se extiende de Puerto Montt a Villa O'Higgins, con fines turísticos y comerciales.
Las normas que establecen la numeración y clasificación de los caminos en Chile se encuentran indicadas en el Decreto MOP 301, de 2011.

## Clasificación de otras rutas nacionales

### Rutas nacionales longitudinales
Se comprende en este grupo las rutas declaradas por el Presidente de la República, que sigan una dirección de norte a sur, y que crucen dos o más regiones. Cabe destacar que las rutas mantendrán su numeración por toda su longitud. En la numeración, para estas rutas se reservan los números comprendidos entre el 1 y el 9, ambos inclusive. Por ejemplo, la ruta 9 en la Región de Magallanes y de la Antártica Chilena.

### Rutas nacionales internacionales
Quedan incluidos en este grupo aquellas rutas que unen el país con los países vecinos, y que sean declarados por el Presidente de la República como caminos nacionales con carácter internacional, mediante pasos fronterizos. En la numeración, estas rutas se enumeran de acuerdo a su ubicación geográfica, siempre añadiendo una CH después del número correspondiente. Por ejemplo, la Ruta 11-CH en la Región de Arica y Parinacota.

## Numeración
En la numeración, las rutas nacionales se declaran dependiendo de su ubicación geográfica, con algunas excepciones específicas. Cabe destacar que en el caso en que la ruta transite por dos o más regiones, se enumera con el número correspondiente la región en la que comience el camino, y según el sentido de avance del kilometraje del mismo.
| Región                                  | Numeración              | Rutas de tipo longitudinal | Rutas de tipo nacional                                                                                      | Rutas de tipo internacional                     |
| --------------------------------------- | ----------------------- | -------------------------- | --- | ----------------------------------------------- |
| Arica y Parinacota                      | 10 a 14                 | Ruta 5                     | Ruta 12 | Ruta 11-CH                                      |
| Tarapacá                                | 15 a 19                 | Ruta 1 Ruta 5              | Ruta 16 | Ruta 15-CH                                      |
| Antofagasta                             | 20 a 29                 | Ruta 1 Ruta 5              | Ruta 24 Ruta 25 Ruta 26 Ruta 28                                                                             | Ruta 21-CH Ruta 23-CH Ruta 27-CH                |
| Atacama                                 | 30 a 39                 | Ruta 5                     | | Ruta 31-CH                                      |
| Coquimbo                                | 40 a 49                 | Ruta 5                     | Ruta 43 Ruta 44 Ruta 45 Ruta 47                                                                             | Ruta 41-CH                                      |
| Valparaíso                              | 50 a 67 (excepto el 66) | Ruta 5                     | Ruta 57 Ruta 62 Ruta 68 Ruta 78                                                                             | Ruta 60-CH                                      |
| Metropolitana de Santiago               | 68 a 89 (excepto el 57) | Ruta 5                     | Ruta 57 Ruta 68 Ruta 70 Ruta 71 Ruta 72 Ruta 73 Ruta 74 Ruta 78                                             |                                                 |
| Libertador General Bernardo O'Higgins   | 90 a 99                 | Ruta 5                     | Ruta 66 Ruta 90 Ruta 95                                                                                     |                                                 |
| Maule                                   | 100 a 139               | Ruta 5                     | Ruta 120 Ruta 126 Ruta 128                                                                                  | Ruta 115-CH                                     |
| Ñuble                                   | 140 a 149               | Ruta 5                     | Ruta 126 Ruta 152                                                                                           |                                                 |
| Biobío                                  | 150 a 180               | Ruta 5                     | Ruta 126 Ruta 146 Ruta 150 Ruta 152 Ruta 154 Ruta 156 Ruta 158 Ruta 160 Ruta 164 Ruta 177 Ruta 178 Ruta 180 |                                                 |
| La Araucanía                            | 181 a 199               | Ruta 5                     | Ruta 180 Ruta 182                                                                                           | Ruta 181-CH Ruta 199-CH                         |
| Los Ríos                                | 200 a 210               | Ruta 5                     | Ruta 202 Ruta 204 Ruta 206                                                                                  | Ruta 201-CH Ruta 203-CH                         |
| Los Lagos                               | 211 a 239               | Ruta 5 Ruta 7              | Ruta 226 | Ruta 215-CH Ruta 225-CH Ruta 231-CH Ruta 235-CH |
| Aysén del Gral. Carlos Ibáñez del Campo | 240 a 249               | Ruta 7                     | | Ruta 240-CH Ruta 245-CH Ruta 265-CH             |
| Magallanes y de la Antártica Chilena    | 250 a 259               | Ruta 9                     | | Ruta 250-CH Ruta 255-CH Ruta 257-CH             |